# Trường Đại học Y khoa Sài Gòn
Trường Đại học Y khoa Sài Gòn là trường đại học đào tạo bác sĩ y khoa của Việt Nam Cộng hòa. Đây là một phân khoa đại học của Viện Đại học Sài Gòn.

## Lịch sử

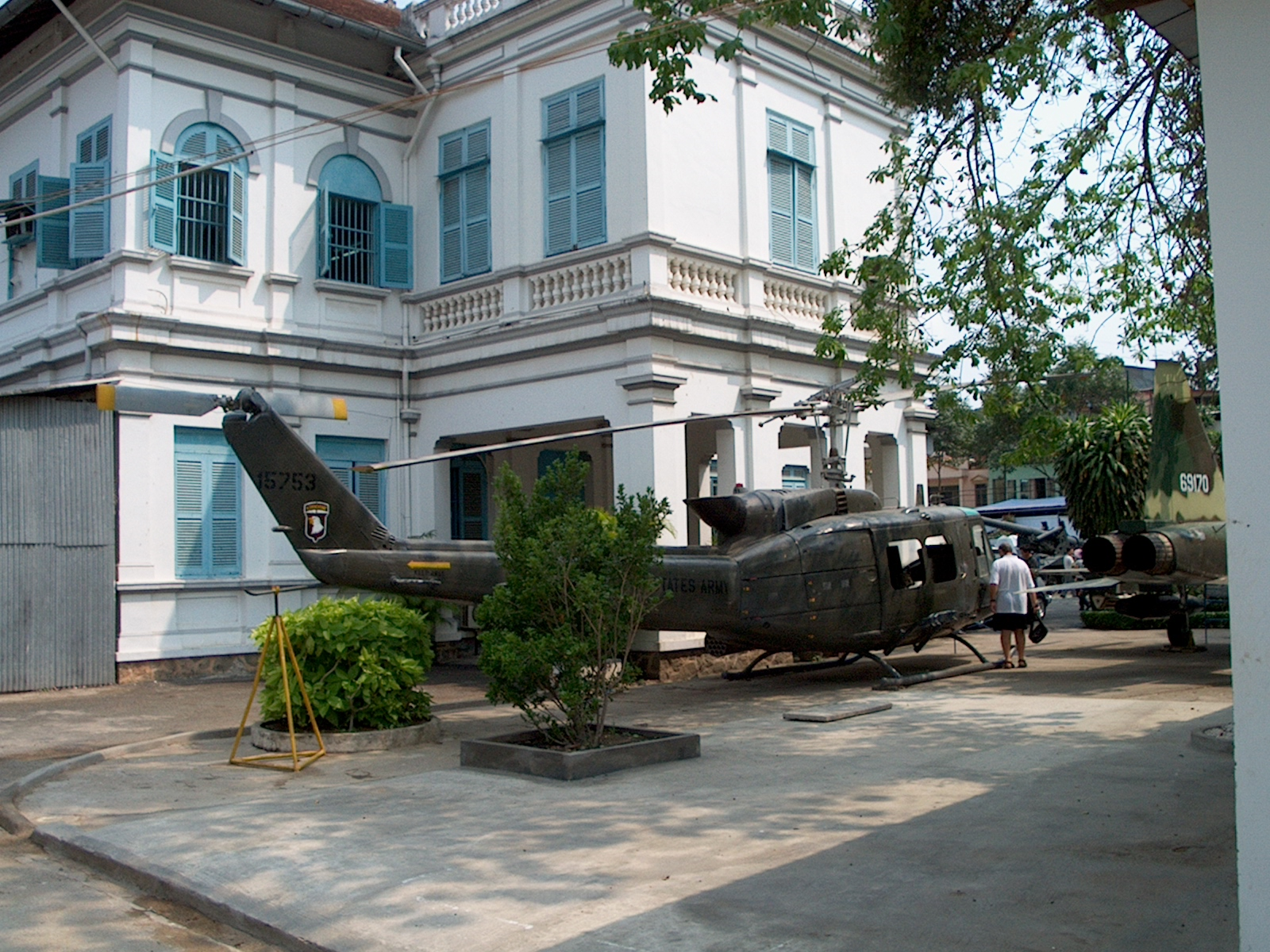
Biệt thự nguyên thủy nơi làm trường sở đầu tiên cho Trường Đại học Y khoa Sài Gòn, nay nằm trong khuôn viên Bảo tàng Chứng tích chiến tranh

Trường Đại học Y khoa đầu tiên ở Việt Nam là Trường Y khoa Hà Nội được thành lập năm 1902 đặt ở Hà Nội. Năm 1904 trường đổi tên thành Trường Y khoa Đông Dương và trực thuộc Viện Đại học Đông Dương (tiếng Pháp: Université de l’Indochine) vào năm 1906. Năm 1947 trường mở thêm một trường phụ thuộc ở Sài Gòn với tên Faculté de Médecine et de Pharmacie de Hanoi, Section de Saigon. Sau Hiệp định Genève năm 1954, cơ sở và nhân sự được dời từ ngoài Bắc vào Sài Gòn dưới tên mới: Trường Đại học Y Dược khoa, Viện Đại học Quốc gia Việt Nam (tiếng Pháp: Faculté de Médecine et de Pharmacie, Université de Vietnam). Đó là khởi điểm của trường Y Dược khoa riêng của Sài Gòn. Khoảng 2/3 sinh viên y khoa Hà Nội cùng các giáo sư cũng di cư vào Nam tăng sĩ số và giảng viên.
Trụ sở của trường là số 28 đường Testard gần góc với đường Barbé (sau năm 1955 đổi là Trần Quý Cáp và Lê Quý Đôn). Đó nguyên là đất cũ của ngôi chùa Khải Tường lịch sử. Sang thời Pháp thuộc chùa bị phá. Lấp lên trên nền chùa cũ là biệt thự tư gia. Năm 1940 nữ bác sĩ Henriette Bùi, mở dưỡng đường sản phụ khoa ở đó. Bà là nữ bác sĩ đầu tiên của Việt Nam, cũng là con gái của nghị viên Bùi Quang Chiêu, một nhân vật chính trị quen thuộc ở Nam Kỳ. Bà đã hiến biệt thự cho chính phủ để trường có nơi hoạt động.
Năm 1955 Bệnh viện Bình Dân được lập để làm nơi thực nghiệm giải phẫu, bổ túc thêm cho Bệnh viện Chợ Rẫy. Năm 1956 thì mở Bệnh viện Nhi đồng trên đường Sư Vạn Hạnh; đó là cơ sở y tế đầu tiên tại Việt Nam dành riêng cho nhi khoa. Cùng năm đó Trường mở riêng Cơ thể học Viện ở đường Trần Hoàng Quân, cạnh Bệnh viện Hồng Bàng.
Tháng Tám năm 1961, Trường Y Dược khoa tách Y khoa và Dược khoa làm hai. Năm 1963 thì tách Nha khoa ra khỏi. Cũng vào những năm này các giáo sư người Pháp lần lượt giải nhiệm và ban giảng huấn chuyển qua tay người Việt. Năm 1962 là năm cuối cùng bằng Bác sĩ Y khoa của Viện Đại học Sài Gòn được công nhận tại Pháp.

### Địa điểm
Trường Đại học Y khoa giữ nguyên địa chỉ ở số 28 đường Trần Quý Cáp đến Tháng Sáu năm 1966 thì dọn đến địa điểm mới là Trung tâm Giáo dục Y khoa vừa hoàn tất trên Đại lộ Hồng Bàng. Kinh phí 4 triệu rưởi Mỹ kim một nửa do cơ quan USAID của Hoa Kỳ tài trợ với sự trợ lực của Hội Y khoa Hoa Kỳ (American Medical Association, AMA), 50% góp từ ngân sách quốc gia Việt Nam Cộng hòa. Cơ sở mới được một nhóm kiến trúc sư Mỹ Việt thiết kế, trong đó Công ty CRS (Houston) là trưởng nhóm Hoa Kỳ, và Văn phòng tư vấn kiến trúc của KTS Ngô Viết Thụ là trưởng nhóm Việt Nam. Sau khi xây dựng xong, nhóm kiến trúc sư Mỹ Việt đang tiến hành thiết kế bệnh viện Y khoa thực hành cho trường Y tại một khu đất lân cận (có sân bay trực thăng) nhưng phải ngưng khi chính thể Việt Nam Nam Cộng hòa sụp đổ.
Ở Gia Định thì đặt Trung tâm Thực tập Y khoa trong Bệnh viện Nguyễn Văn Học dưới sự điều hành của Tổng quản đốc làm nơi sinh viên y khoa đem áp dụng kiến thức điều trị.

### Học trình
Học trình y khoa là sáu năm theo khuôn mẫu y khoa Pháp. Hai năm đầu học các môn cơ thể học, mô học, sinh hóa học, sinh lý, và triệu chứng học. Năm thứ ba và tư học các môn cơ thể bệnh lý, nội khoa và ngoại khoa. Cũng hai năm này sinh viên bắt đầu đi thực tập ở các bệnh viện.
Năm thứ năm và sáu chuyển sang các môn bệnh lý chuyên môn: nhi khoa, sản phụ khoa, tâm thần... và tăng thời gian thực tập ở các bệnh viện.
Năm thứ sáu cũng là năm hoàn tất luận án.

### Cơ sở luân phiên
Sinh viên y khoa luân phiên đi thực tập và thụ huấn ở nhiều cơ sở trong đô thành Sài Gòn. 
1. Viện Pasteur Sài Gòn: vi ký sinh trùng học
2. Bệnh viện Đô thành: sinh hóa học, nội khoa, ngoại khoa, cấp cứu, tai mũi họng
3. Bệnh viện Chợ Rẫy: cơ thể học, nội khoa, ngoại khoa, tai mũi họng, nhãn khoa
4. Bệnh viện Grall
5. Bệnh viện Chợ Quán: tâm thần, truyền nhiễm
6. Bệnh viện Từ Dũ: sản phụ khoa

### Thư viện
Trường Đại học Y khoa Sài Gòn là nơi lưu trữ nhiều sách báo chuyên môn. Vào thời điểm 1970 thư viện của trường có 7.302 đầu sách tiếng Anh, 4.547 sách tiếng Pháp cùng một số sách tiếng Việt.

### Số sinh viên
Vào thập niên 1970 Trường Y khoa có 1400 sinh viên theo học và mỗi năm cho ra trường hơn 200 người. Số sinh viên nộp đơn là hơn 5.000 để chiếm 200 chỗ nhập học mỗi năm.

## Hoạt động sinh viên
Sinh viên Trường Đại học Y khoa Sài Gòn có ra một tờ báo định kỳ mang tên Tình Thương, xuất bản từ năm 1964 đến năm 1967 thì phải đình bản.

## Nhân vật liên quan

### Danh sách Khoa trưởng[13]
- 1946-1950: Daléas
- 1950-1955: Charles Massias
- 1955-1967: Phạm Biểu Tâm
- 1967-1969: Ngô Gia Hy
- 1969-1970: Phạm Tấn Tước
- 1970-1971: Đào Hữu Anh
- 1971-1974: Đặng Văn Chiếu
- 1974-1975: Vũ Quý Đài

### Giám đốc
- Bác sĩ Nguyễn Đan Quế: cựu giám đốc nội khoa Bệnh viện Chợ Rẫy, nhân vật bất đồng chính kiến tại Việt Nam
- Bác sĩ Nguyễn Duy Cung: Tổng quản đốc Trung tâm Thực tập Y khoa Gia Định tại Bệnh viện Nguyễn Văn Học

### Tổng trưởng Bộ Quốc gia Giáo dục
- Bác sĩ Lê Minh Trí